# Cratere Uleken
Uleken  è un cratere sulla superficie di Venere.